# Age of Empires (computerspel)
Age of Empires is een real-time strategy computerspel dat in 1997 werd ontwikkeld door Ensemble Studios en uitgegeven door Microsoft.
Er werd één expansion pack (uitbreidingspakket) uitgebracht, namelijk Age of Empires: The Rise of Rome. In 1999 kwam er met Age of Empires II: The Age of Kings een vervolg van het spel op de markt.
Op 20 februari 2018 werd Age of Empires: Definitive Edition gelanceerd, een heruitgave in 4K-resolutie van het oorspronkelijk spel en zijn uitbreidingspakket, ontwikkeld door Forgotten Empires.

## Gameplay
Men kan spelen tegen de computer en (in een netwerk of via internet) tegen andere mensen.
De spelers moeten vier grondstoffen verzamelen die bestaan uit: voedsel, hout, steen en goud. Daarmee kan de speler gebouwen neerzetten, technologieën ontwikkelen en dorpelingen of militairen trainen. Het voedsel kan verkregen worden door middel van jagen, vissen, landbouw en bessenstruiken te plukken. Het spel is gesitueerd in de prehistorie en oudheid en kent twaalf verschillende beschavingen:
| Azië                        | Mesopotamië                        | Egypte                                | Griekenland                      |
| --------------------------- | ---------------------------------- | ------------------------------------- | -------------------------------- |
| - Gojoseon - Shang - Yamato | - Babyloniërs - Hettieten - Perzen | - Assyriërs - Egyptenaren - Sumeriërs | - Grieken - Minoïers - Feniciërs |

In de uitbreiding "The Rise of Rome" worden deze volkeren met de Romeinen, Palmyriërs, Carthagers en Macedoniërs uitgebreid tot zestien beschavingen. Elke beschaving heeft unieke sterke en zwakke kanten, die ten dele overeenkomen met de historische werkelijkheid. Verder kunnen in de loop van het spel vier verschillende tijdvakken worden doorlopen: de oude of middensteentijd (Stone Age), de jonge steentijd (Tool Age), de bronstijd (Bronze Age) en de ijzertijd (Iron Age). In elk tijdvak worden nieuwe gebouwen, militaire eenheden en technologieën beschikbaar.
Elk spel wordt gespeeld in een landschap dat verschillende afmetingen kan hebben, variërend van heel klein tot heel groot. De computer kan automatisch landschappen genereren op basis van een aantal landschapstypen: kleine en grote eilanden, kustgebied, binnenland (met rivieren) en bergland (soms met rivieren). In The Rise of Rome zijn daar een groot eiland, een landmassa met binnenzee, bergland zonder water en een schiereiland aan toegevoegd.
Het aantal spelers kan variëren van een tot acht; spelers kunnen allianties aangaan (en verbreken) en ook als alliantie winnen of verliezen. Wat de spelers moeten doen om te winnen kan vooraf worden ingesteld. Meestal is het vernietigen van de tegenstanders voldoende, maar men kan ook winnen door een wereldwonder te bouwen en dat een tijd lang te verdedigen of door een tijd lang de controle te houden over heiligdommen (verplaatsbare artefacten of niet verplaatsbare ruïnes).
Met de ingebouwde scenario-ontwerper kan de speler zelf scenario's en campagnes maken.

## Definitive Edition
Op de Electronic Entertainment Expo 2017 te Los Angeles werd Age of Empires: Definitive Edition aangekondigd, een heruitgave van het oorspronkelijk spel en zijn uitbreidingspakket. Twee maanden later werd tijdens Gamescom bekend gemaakt dat het spel op 19 oktober 2017 gelanceerd zou worden. De uitgave werd echter uitgesteld tot 20 februari 2018. Het spel is exclusief te spelen op Windows 10 en was oorspronkelijk enkel verkrijgbaar via de Windows Store, later werd het ook aangeboden op Steam. De ontwikkeling van Age of Empires: Definitive Edition was in handen van Forgotten Empires.

## Trivia
- Het spel is opgenomen in het boek 1001 Video Games You Must Play Before You Die van Tony Mott.